# Балканска рапсодија
Балканска рапсодија је први соло албум Бранимира Штулића. Сниман је у октобру и новембру 1988. године у студију СИМ у Загребу, миксован у студију Lisinski Recording Studios (Загреб) у децембру исте годин, а објављен 1989. за издавачку кућу Југотон. Првобитно објављен као двоструки LP / компакт-касета, накандно и као компакт-диск.

## Списак песама

### страна
1. Прије него одем у рај - 2:08
2. Звиждање - 1:50
3. Свијет се окренуо наопачке - 2:16
4. - 2:38
5. Дистант карма - 1:57
6. Као кад се мисли поклопе - 3:09
7. Боли глава - 1:19
8. По заслузи - 2:27

1. Лађа без дна - 2:53
2. - 1:47
3. Тражи мене/Дао сам ти своју љубав - 2:23
4. Ослушкивање - 0:45
5. Сачекивање - 2:59
6. - 1:59
7. Насупрот свему - 2:50
8. - 1:48

1. Тешко ово живот - 2:55
2. Смијешан осјећај - 2:45
3. Јутро - 3:43
4. - 2:13
5. Азра - 2:44
6. - 2:46

1. Сви се труде око моје мале - 2:07
2. Лице пуно бола - 1:43
3. - 2:17
4. Реквијем - 2:21
5. - 2:36
6. Ти знаш да путујем с тим - 2:07
7. Хајри мате - 3:58

- Снимљено у студију „СИМ“, Загреб, октобар/новембар 1988.
- Миксовано у "Lisinski Recording Studio", Загреб, децембар 1988.

## Продукција
- Продуцент - Теодор Барберијан
- Тон мајстори - Дамир Беговић и Теодор Јани
- Аранжмани - Бранимир Штулић (осим Д7, Теодосијевски/Штулић)
- Ликовна опрема: Игор Ц. Ц. Келчец
- Музички уредник: Војно Кундић
- Припрема CD издања и дигитална обрада снимка: Жељско Јанда
- Главни и одговорни уредник: Синиша Шкарица

извор: Discogs.com www.discogs.com Балканска рапсодија